# Międzynarodowy Festiwal Komiksu i Gier w Łodzi

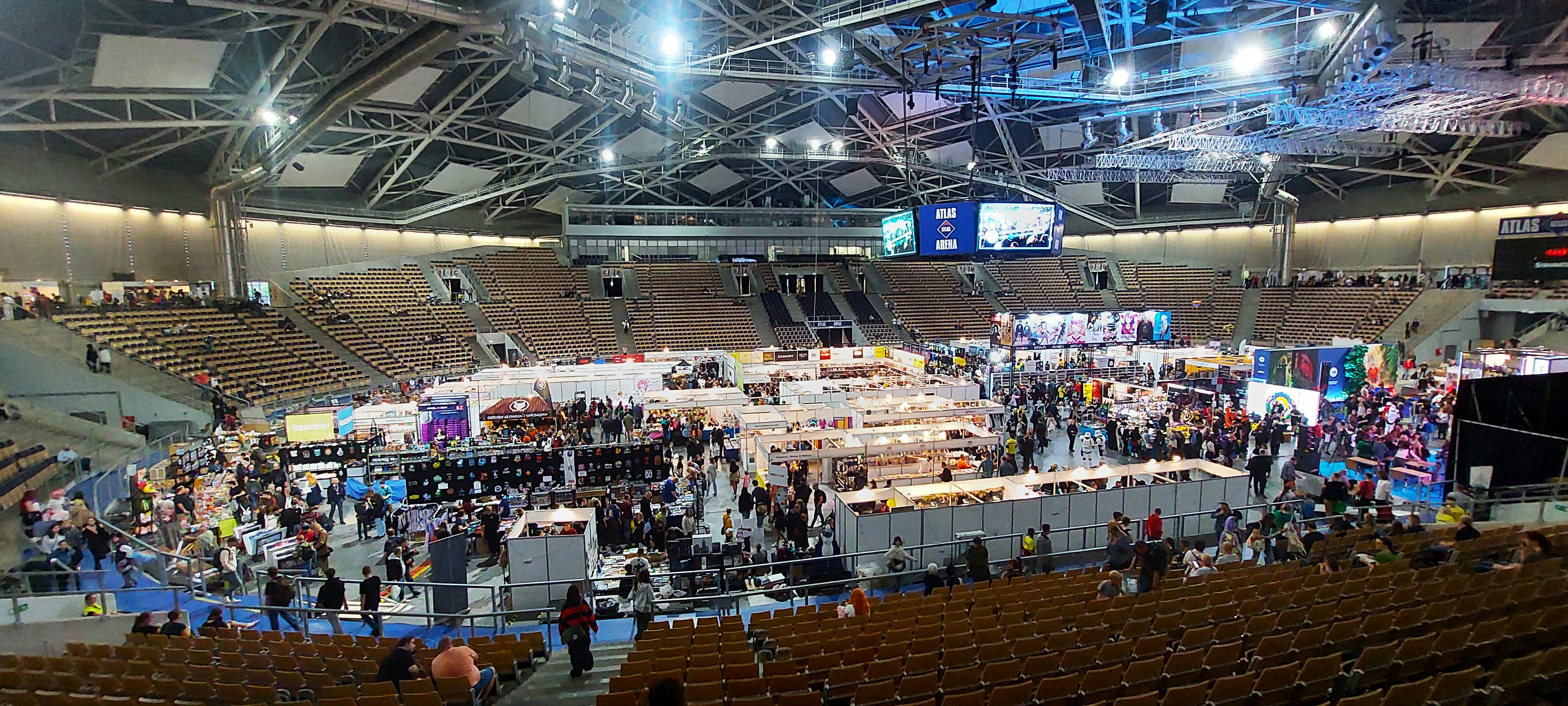
Wnętrze Atlas Areny w Łodzi - jednej z lokalizacji 35. MFKiG, wrzesień 2024

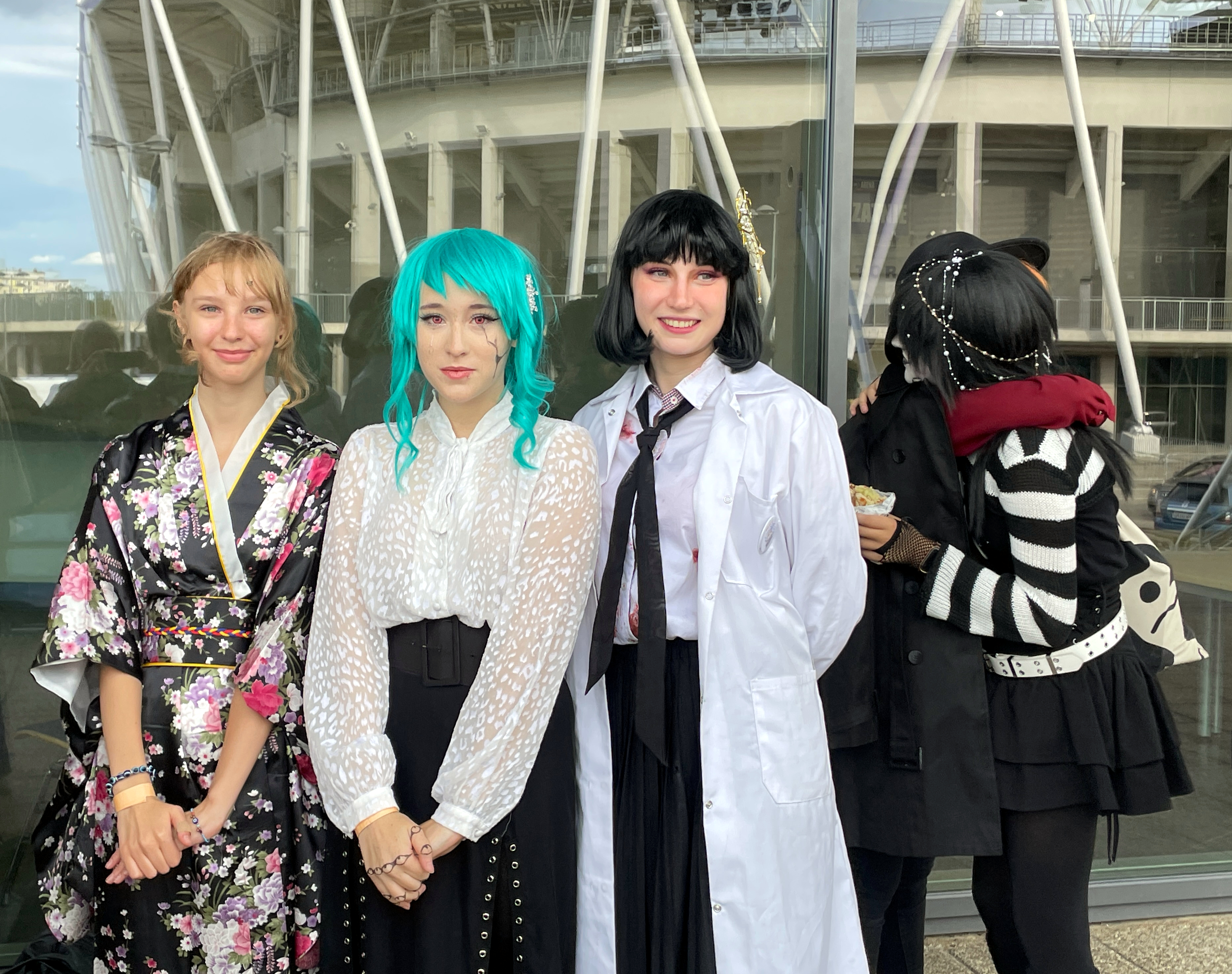
Uczestnicy 35. MFKiG, 2024

Międzynarodowy Festiwal Komiksu i Gier – międzynarodowy festiwal komiksu i gier wideo organizowany corocznie w Łodzi, uznawany za największe wydarzenie poświęcone tej tematyce w Polsce i Europie Środkowo-Wschodniej. Tematyka festiwalu obejmuje szeroko pojęty komiks i inne typy sekwencyjnych historii obrazkowych, oraz elektroniczne media interaktywne. Program wydarzenia obejmuje spotkania z twórcami, ilustratorami, scenografami, wydawcami gier i komiksów, turnieje gier PC i konsolowych, warsztaty, wystawy oraz międzynarodowy konkurs na projekt komiksu. W przestrzeniach festiwalowych znajduje się też strefa targowa, w której zwiedzający mogą znaleźć komiksy z całego świata, książki oraz profesjonalny sprzęt dla twórców.

## Historia festiwalu
Pionierska edycja wydarzenia została zorganizowana w Kielcach 2 lutego 1991 roku, pod nazwą Ogólnopolskiego Konwentu Twórców Komiksu. Kolejna i wszystkie następne odbywały się już w Łodzi. Pomysłodawcami i organizatorami premierowej odsłony wydarzenia byli Robert Łysak i Robert Waga. Wydarzenie rozwijało się z każdą kolejną edycją. Podczas odbywającej się w dniach 9–10 października 1999 roku dziesiątej edycji festiwalu zmieniono jego  nazwę na Ogólnopolski Festiwal Komiksu, a rok później – na Międzynarodowy Festiwal Komiksu.
Na festiwalu gościli m.in. Grzegorz Rosiński, Janusz Christa, Henryk Jerzy Chmielewski, Tadeusz Baranowski, Bogusław Polch, Zbigniew Kasprzak, Szarlota Pawel oraz Bohdan Butenko, a także Karel Saudek, Stan Sakai, Marvano, Milo Manara, Jean Giraud, Tanino Liberatore, Simon Bisley, Brian Azzarello, Eduardo Risso, Tony Sandoval, Bernard Dumont i Jim Lee. 
W czasie każdego festiwalu odbywają się warsztaty dla rysowników i scenarzystów, prowadzone przez doświadczonych twórców i znawców tematu. Odbywają się także prelekcje na temat komiksu i dziedzin pokrewnych, takich jak film czy fantastyka oraz spotkania z twórcami i wydawcami komiksów. Festiwalowi towarzyszy kiermasz wydawnictw komiksowych, na którym swoje stoiska mają prywatni kolekcjonerzy, wiodący wydawcy i niezależni wydawcy komiksów.
Organizatorami wydarzenia były kolejno: Stowarzyszenie Twórców „Contur” (od 1991 roku), Dom Literatury w Łodzi (w latach 2013-2015), EC1 Łódź – Miasto Kultury (od roku 2016) i Centrum Komiksu i Narracji Interaktywnej EC1 w Łodzi (od 2024 roku). Dyrektorem festiwalu jest Adam Radoń, a dyrektorem artystycznym – Piotr Kasiński.

## Miejsce i termin
Festiwal odbywa się raz w roku w Łodzi, jesienią (we wrześniu lub październiku), w kilku lokalizacjach. Głównym centrum festiwalowym jest hala Atlas Arena i przyległy do niej obiekt Łódź Sport Arena. Wystawy i wybrane wydarzenia towarzyszące odbywają się w Centrum Komiksu i Narracji Interaktywnej EC1. Wydarzenia 36. edycji festiwalu w 2025 roku będą również odbywać się na Stadionie Miejskim im. Władysława Króla.

## Strefy i bloki tematyczne
Program festiwalu zawiera wiele wydarzeń – warsztatów, spotkań, prezentacji, stref interaktywnych i targowych, tworzących główne strefy tematyczne. Należą do nich:  

### Strefa komiksu
Strefa komiksu obejmuje spotkania autorskie, praktyczne warsztaty, wykłady i panele, wystawy retrospektywne i działania dedykowane fanom komiksów niezależnych oraz komiksu polskiego. W programie uczestniczą zarówno znani światowi twórcy komiksów i powieści graficznych, jak i szerokie grono twórców krajowych. Organizowane są tu wydarzenia o charakterze popularyzatorskim i spotkania z badaczami komiksu, spotkania z rysownikami i scenarzystami komiksów, wydawcami i znawcami tematu. Podczas sesji poświęconych badaniom komiksu, eksperci w tej dziedzinie biorą udział w panelach dyskusyjnych i wygłaszają wykłady.   

#### Strefa mangi
Częścią strefy komiksowej są stanowiska i wydarzenia skierowane do fanów i znawców japońskiego komiksu – mangi i animacji anime.  

### Strefa gier

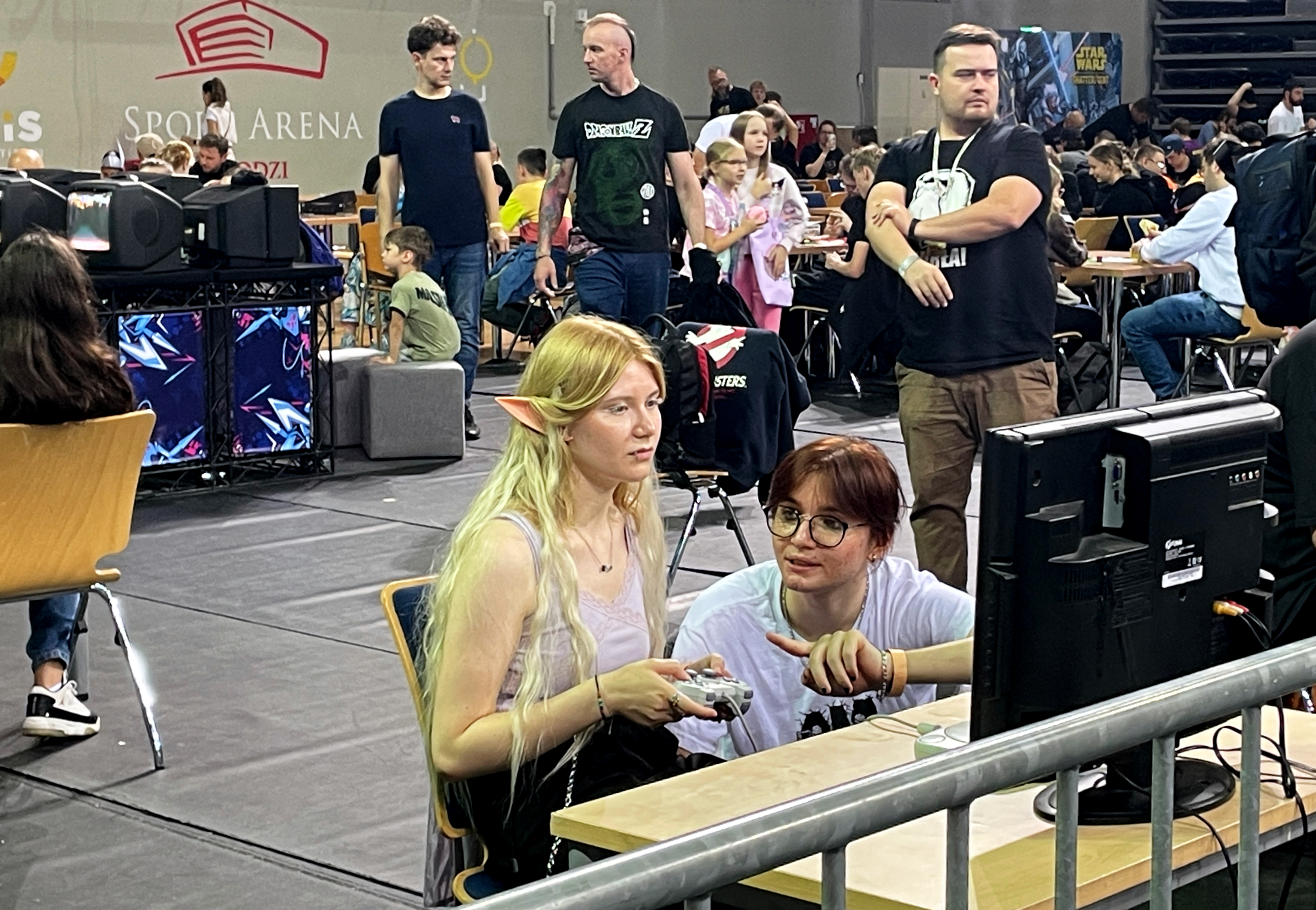
35. MFKiG, strefa gier, 2024

Goście festiwalu mogą korzystać z dziesiątek gier i interaktywnych atrakcji, obejmujących zarówno klasykę, jak i nowe propozycje gamingowe. W części poświęconej historii gier prezentowane są działające historyczne komputery i konsole, takie jak Amiga, Atari, Commodore czy Sega, a także komputery osobiste z przełomu lat 80. i 90. Uczestnicy festiwalu mogą brać udział w LAN Party z grami sieciowymi sprzed lat. Organizowane są też wydarzenia specjalne, np. obchody 30-lecia konsoli PlayStation. W strefie Nintendo można grać w nowe tytuły na konsoli Nintendo Switch, a w strefie VR doświadczyć wirtualnej rzeczywistości, m.in. podczas spaceru po cyfrowej pracowni rysownika komiksów.
Entuzjastom gier niezależnych organizatorzy przedstawiają produkcje tworzone przez małe zespoły. Strefa prototypów pozwala na przetestowanie produkcji w fazie tworzenia i rozmowę z ich autorami. W przestrzeni poświęconej grze League of Legends odwiedzający mogą poznać bohaterów gry, obejrzeć rekwizyty i zagrać w tematyczne gry planszowe. Organizowane są też spotkania z twórcami gier i dziennikarzami, którzy opowiadają o kulisach pracy przy projektowaniu gier, narracji w grach i niezależnej scenie twórczej.

### Strefa targowa
W strefie targowej znaleźć można stanowiska wszystkich najważniejszych wydawców komiksu w Polsce, stoiska mniejszych wydawnictw, autorów, niezależnych twórców fan artu i kolekcjonerów. Podczas 35. edycji festiwalu swoje stanowiska prezentowało blisko 300 wystawców. Oprócz komiksów, targi obejmują między innymi książki, gry, wydania specjalne i limitowane komiksów, czasopisma i fandomowe gadżety.   

### Wystawy
Festiwalowi towarzyszą wystawy polskiego i zagranicznego komiksu, prezentacje polskich rysowników, wystawy indywidualne i przekrojowe wystawy zbiorowe. W czasie okołofestiwalowym prezentowanych jest co najmniej kilkanaście wystaw, zlokalizowanych w różnych instytucjach na terenie Łodzi, m.in. w Domu Literatury w Łodzi i centrach EC1 Łódź – Miasto Kultury. Częścią 35. edycji festiwalu w 2024 roku była retrospektywna wystawa twórczości Tadeusza Baranowskiego, zatytułowana „Śmieszy, tumani, przestrasza” w przestrzeniach Centrum Komiksu i Narracji Interaktywnej EC1. 

### Warsztaty i edukacja
Zaproszeni na festiwal goście prowadzą różne typy warsztatów dla dorosłych i dzieci – warsztaty rysunku, tworzenia narracji i scenariusza, zajęcia związane z tłumaczeniami i inne. 

### Cosplay
Konkurs cosplay to wydarzenie skierowane do twórczyń i twórców kostiumów związanych z fantastyką, komiksem i grami. Zadaniem uczestników konkursu jest samodzielne wykonanie kostiumu przedstawiającego postać ze świata komiksu, mangi, anime i gier, zaprezentowanie go jury konkursowemu oraz występ sceniczny przed publicznością. 

## Konkursy
Podczas festiwalu ma miejsce rozstrzygnięcie kilku konkursów:
- Konkurs na projekt publikacji komiksowej;
- Za wybitne zasługi dla polskiego komiksu przyznawana jest Nagroda im. Papcia Chmiela;
- Organizatorzy przyznają też nagrodę dla najlepszego polskiego wydawcy i nagrodę za najlepszy polski album, wydany w okresie między festiwalami;
- Nagroda translatorska im. Sophie Castille to międzynarodowa inicjatywa, mająca podkreślić istotną rolę tłumaczy w popularyzacji komiksu światowego na rynkach lokalnych. Nagrody są przyznawane za przekłady na język polski, angielski, włoski, hiszpański/kataloński, słoweński i grecki;
- Przy okazji MFKiG organizowany jest także konkurs dla dzieci i młodzieży na krótką formę komiksową, pod innym hasłem dla każdej kolejnej edycji.

### Konkurs na projekt publikacji komiksowej
Jest to konkurs dla twórców komiksu, w którym najlepszą pracę jury nagradza statuetką Grand Prix. Uczestnicy przygotowują projekt publikacji – fragment planowanej dłuższej formy komiksowej, w wybranej przez siebie technice (rysunek, malarstwo, grafika komputerowa, fotografia lub różne techniki). Prace oceniane są przez jury. Przed 2022 rokiem konkurs ten funkcjonował w innej formule, pod nazwą Międzynarodowy konkurs na krótką formę komiksową.

## Edycje
| Edycja | Data                                                                                     | Miejsce                                         | Wybrani Goście |
| ------ | ---------------------------------------------------------------------------------------- | ----------------------------------------------- | --- |
| 1.     | 2 lutego 1991 Pod nazwą Ogólnopolski Konwent Twórców Komiksu                             | Kielce                                          | |
| 10.    | 9–10 października 1999 Pod nazwą Międzynarodowy Festiwal Komiksu                         | Łódź                                            | |
| 20.    | 2–4 października 2009 Pod nazwą Międzynarodowy Festiwal Komiksu i Gier                   | Łódzki Dom Kultury                              | Jean Dufaux, Philippe Delaby, Andre-Paul Duchateau, Mythic, Zbigniew Kasprzak, Marvano, Hendrik Dorgathen, Aleksandar Zograf, Igor Baranko |
| 21.    | 1–3 października 2010                                                                    | Łódzki Dom Kultury                              | Grzegorz Rosiński, Norm Breyfogle, Alex Robinson, Tadeusz Baranowski                                                                       |
| 22.    | 1–2 października 2011                                                                    | Łódzki Dom Kultury                              | Brian Azzarello, Eduardo Risso, Grzegorz Rosiński, Michał Śledziński, Simon Bisley, Edward Lutczyn, Ramon Perez                            |
| 23.    | 5–7 października 2012                                                                    | Łódzki Dom Kultury                              | Dave McKean, Simon Bisley, John McCrea, Cameron Stewart, Tony Sandoval                                                                     |
| 25.    | 3–5 października 2014                                                                    | Atlas Arena                                     | Tadeusz Raczkiewicz, Regis Loisel, Jean Van Hamme, Alan Grant                                                                              |
| 28.    | 15–17 września 2017                                                                      | Atlas Arena EC1 Łódź-Miasto Kultury             | Jim Lee, David Roach, Sylvain Runberg, Simon Bisley, Otto Schmidt, Achdé, Grzegorz Rosiński, Will Simpson, Bogusław Polch                  |
| 29.    | 14–16 września 2018                                                                      | Atlas Arena EC1 Łódź-Miasto Kultury             | Brian Azzarello, Peter Milligan, William Maury, Mikel Janin, Sascha Hommer, Tomasz Leśniak, Rafał Skarżycki, Maria Apoleika                |
| 30.    | 27–29 września 2019                                                                      | Hala EXPO-Łódź                                  | Mike McMahon, Tomasz Leśniak, Deena Mohamed, Przemysław Truściński, Rafał Skarżycki                                                        |
| 31.    | 14–15 listopada 2020Z powodu pandemii Covid-19 w formie wydarzenia online (Cyber Edycja) | Online                                          | Mike Pondsmith, Bartosz Sztybor, Keum Suk Gendry-Kim, Enrico Marini, Sean Murphy, Bill Sienkiewicz, Jakub Rebelka, Marcin Borkowski        |
| 32.    | 2–3 października 2021                                                                    | Atlas Arena EC1 Łódź-Miasto Kultury             | Grzegorz Rosiński, Krzysztof Ostrowski, Grzegorz Janusz, Marcin Podolec                                                                    |
| 33.    | 24–25 września 2022                                                                      | Atlas Arena EC1 Łódź-Miasto Kultury             | Kim Jung Gi, Greg Rucka, Zbigniew Kasprzak, Grażyna Fołtyn-Kasprzak, Ignacy Trzewiczek                                                     |
| 34.    | 7–8 października 2023                                                                    | Atlas Arena Sport Arena EC1 Łódź-Miasto Kultury | Grzegorz Rosiński, Tomasz Leśniak, Magdalena Kania, Jacek Świdziński,Piotr Nowacki, Bartosz Minkiewicz, Tanabe Gou, Unka Odya              |
| 35.    | 14-15 września 2024                                                                      | Atlas Arena Sport Arena EC1 Łódź-Miasto Kultury | Tadeusz Baranowski, Rafał Szłapa, Jacek Frąś, Greg Rucka, Filipe Andrade, Tony Sandoval                                                    |